# Феррейра, Алине
Алине да Силва Феррейра (порт. Aline da Silva Ferreira; 18 октября 1986) — бразильская спортсменка, борец вольного стиля, призёр Панамериканских игр и чемпионата мира, участница двух Олимпийских игр.

## Биография
Родилась в 1986 году в Сан-Паулу. В 2011 году завоевала серебряную медаль Панамериканских игр. В 2014 году стала обладательницей серебряной медали чемпионата мира.